# Tamara Pogozheva
Tamara Pogozheva (Moscú, Unión Soviética, 24 de junio de 1946) es una clavadista o saltadora de trampolín soviética especializada en trampolín de 3 metros, donde consiguió ser subcampeona olímpica en 1968.

## Carrera deportiva
En los Juegos Olímpicos de 1968 celebrados en Ciudad de México ganó la medalla de  en los saltos desde el trampolín de 3 metros, con una puntuación de 145 puntos, tras la estadounidense Susanne Gossick (oro con 150 puntos) y por delante de otra saltadora estadounidense Keala O'Sullivan.